# بخش خونین
بخش خونین (به اسپانیایی: Partido de Junín) یک منطقهٔ مسکونی در آرژانتین است که در استان بوئنوس آیرس واقع شده‌است. بخش خونین ۲٬۲۶۳ کیلومتر مربع مساحت و ۸۸٬۶۶۴ نفر جمعیت دارد.